# 福岡市立三筑小学校
福岡市立三筑小学校（ふくおかしりつ さんちくしょうがっこう）は、福岡県福岡市博多区三筑二丁目にある公立小学校。

## 沿革
- 1980年（昭和55年） - 福岡市立板付小学校、福岡市立那珂南小学校より分離し開校

## 校勢
2016年5月1日現在
- 学級数 - 単式学級20学級、特別支援学級1学級
- 児童数 - 643人（うち特別支援学級5人）

## 通学区
以下の博多区内の各地域。
- 三筑1丁目,2丁目
- 諸岡4丁目-6丁目
- 南八幡町1丁目,2丁目
- 相生町1丁目-3丁目
- 南本町1丁目

博多区南部の筑紫通り、県道49号線、博多区と春日市の市境、鹿児島本線、県道505号線で囲まれた一帯が校区。校区端の鹿児島本線に笹原駅がある。西鉄天神大牟田線が校区内を東西に通り、雑餉隈駅が校区に近い。
「三筑」の由来は住居表示後の当地の地名にちなみ、その地名は福岡市立三筑中学校に由来する。三筑中学校の名称の由来は当初筑紫郡の那珂町・曰佐村・春日町の3町村の組合立として設立されたことによる。中学校については、その三筑中学校の校区となる。

### 校区が隣接する小学校
- 福岡市立宮竹小学校
- 福岡市立板付小学校
- 福岡市立那珂南小学校
- 春日市立日の出小学校
- 春日市立春日北小学校

### 校区内の主な施設
- 福岡市立三筑中学校
- 正光寺ひかり幼稚園
- 板付保育所
- 第二板付保育園
- 福岡国土建設専門学校
- 友田病院
- 諸岡八幡宮
- 鹿児島本線 笹原駅

## 校歌
- 作詞：高良竹美
- 作曲：奥山晴美

## 著名な卒業生
- 冨安健洋 - プロサッカー選手、日本代表